# Unconditionally
"Unconditionally" (tạm dịch: "Vô điều kiện") là bài hát nằm trong album phòng thu thứ tư của nữ nghệ sĩ thu âm người Mỹ Katy Perry, Prism (2013). Nó là bài hát thứ 5 trong album, được sáng tác bởi Perry cùng với Dr. Luke, Max Martin, và Cirkut. Bài hát được phát hành như đĩa đơn chính thức thứ hai từ album vào ngày 16 tháng 10 năm 2013. Ngày hôm sau, bài hát được đăng tải trực tuyến trên mạng cùng với phần còn lại của Prism. Nó được phát hành kỹ thuật số vào ngày 22 tháng 10 năm 2013. Lời bài hát diễn tả sự chấp nhận những khuyết điểm, sai sót của người yêu thông qua một tình yêu vô điều kiện. Bài hát nhận được những đánh giá tích cực từ các phê bình âm nhạc.
"Unconditionally" đạt được thành công vừa phải trên toàn cầu, lọt vào top 20 và top 30 của trên bốn mươi quốc gia trên toàn thế giới, bao gồm cả vị trí 14 tại Billboard Hot 100. Nó cũng trở thành bài hát top 10 thứ 13 của Perry tại bảng xếp hạng US Pop Songs. Video âm nhạc chính thức được phát hành vào ngày 19 tháng 11 năm 2013, với những cảnh khiêu vũ của vũ công và Perry hát trong tuyết.

## Bối cảnh
Vào tháng 11 năm 2013, Perry trả lời phỏng vấn của MTV: "Tôi yêu bài hát này bởi vì nó không chỉ là một bản nhạc lãng mạn, một bài hát mang kiểu tình yêu đôi lứa mà còn là tình yêu của người mẹ khi nhìn thấy đứa con mới ra đời, hay tình bạn ... Đó là một tình yêu siêu việt, chứ không chỉ đơn giản là những mối quan hệ". Cô nói rằng bài hát chịu ảnh hưởng và được lấy cảm hứng từ tình yêu thương và sự chia sẻ của con người trong quá trình cô đi từ thiện cho quỹ UNICEF tại Madagascar vào khoảng tháng 4 năm 2013; cô nói: "Đó là thứ cảm hứng tình yêu mà tôi đã thấy được ... chúng tôi đi trong các tàu tuần tiễn lên những ngọn núi trong khoảng từ 2 đến 3 tiếng, đến giữa núi là nơi trường học được xây dựng và chúng tôi vào đó để kiểm tra, và khi lên đến đỉnh núi tôi thấy tất cả những đứa trẻ, và tình cảm của chúng dành cho những người khác". Cô nói: "Đó là một tình yêu vô điều kiện của tất cả lũ trẻ. Một tình yêu thật sự thuần khiết mà không hề bị ảnh hưởng bởi những khuynh hướng khác từ bên ngoài".

## Ghi âm
Perry là đồng tác giả của "Unconditionally" cùng với Dr. Luke, Max Martin, Cirkut và cả ba người trên cũng đồng thời đảm nhiệm việc sản xuất, phối khí nhạc cụ và lập trình. Bài hát được ghi âm ở phòng thu MXM Studios tại Stockholm, Thụy Điển và phòng thu Conway Studios tại Hollywood, California, và cũng tại đây là nơi sản xuất bài hát và điểu chỉnh giọng hát của Perry. Phần kỹ thuật được đảm nhiệm bởi Peter Carlsson, Clint Gibbs, Sam Holland, và Michael Ilbert vào tháng 3 năm 2013 tại Luke's In The Boo ở Malibu, California và tại phòng thu Secret Garden ở Montecito, California. Carlsson, Gibbs, Holland, và Ilbert được hỗ trợ bởi Eric Eylands, Rachael Findlen, Justin Fox, ANC Cory Bice. Bài hát được pha trộn và phối nhạc bởi Serban Ghenea tại phòng thu MixStar Studios ở Virginia Beach, Virginia, với sự giúp đỡ của kỹ sư âm nhạc John Hanes.

## Sáng tác
"Unconditionally" có độ dài 3:49. Về nhạc lý, nó được viết bằng khóa E và với dãy âm Em-C-G-D. Về thể loại, nó là một bài hát power pop và rock ballad. với sự pha trộn một ít nhạc cổ điển và nhạc pop điện tử. Perry nói rằng "Unconditionally" là bài hát yêu thích của cô trong album Prism và theo cô mô tả thì bài hát nói về tình yêu vô điều kiện có thể xuất hiện trong nhiều hình thức như các mối quan hệ giữa mẹ và con hay giữa anh chị em với nhau.

## Đánh giá phê bình
Sau khi phát hành, "Unconditionally" nhận được nhiều đánh giá tích cực từ các nhà phê bình. Elijah Sarkesian từ David Atlanta đã ca ngợi phần điệp khúc của bài hát. Giám đốc điều hành của hãng đĩa Capitol Greg Thompson thì cảm nhận bài hát sẽ trở thành "bài hát cho các đám cưới trong năm 2014". Bradley Stern từ Muumuse thì ca ngợi phần giai điệu của bài hát. Carson Daly của đài phát thanh thì cũng có những nhận xét tích cực cho bài hát khi nói: "Tôi yêu nó, tôi nghĩ đây là điều tốt nhất từ trước đến giờ mà Perry từng làm và có "một cảm giác cấp bách về nó..... thứ âm thanh vượt thời gian".
Jason Lipshutz từ tạp chí Billboardthì coi bài hát là một "bản ballad bản năng" có khả năng truyền đạt chủ đề của mối quan hệ. John Walker từ MTV đã ca ngợi bài hát và cảm nhận bài hát có thể được viết từ quan điểm của Jesus. Kitty Empire của The Guardian thì nhận xét bài hát là "lóng ngóng và vụng về"; trong khi đó Helen Brown của The Daily Telegraph thì lời bài hát là "sự tự lực khó hiểu" mặc dù cô nhận xét rằng "tình cảm của Perry trong bài hát là thật sự, cùng với đó là sự sáng suốt của cô và cảm xúc vui vẻ, là những nguồn năng lượng xuyên suốt từ đầu đên cuối".
Melinda Newman từ HitFix đánh giá bài hát bằng điểm B - cô cảm giác thấy giọng hát của Perry đã "bay vút lên" và phát biểu rằng chủ đề bài hát gây được tiếng vang là do sự kết hợp giữa giọng hát của Perry cùng sự phân phối một cách tổng thể các yếu tố. Glenn Gamboa của Newsday thì đánh giá rằng Perry đã phá hỏng bài há, khi cô nói "một cách lịch sự" rằng cần phải phát âm tiêu đề bài hát là "uncondiSHUNally". Trong bài đánh giá của mình cho album Prism, Jon Dolan từ Rolling Stone đã viết bài hát là "sự soi sáng mạnh mẽ của dòng chảy cuồn cuộn đầy chói lọi của châu Âu". Katie Woodard từ Nouse thì gọi bài hát là sự tiếp cận các bản power ballad làm nổi bật lên giọng hát của Perry. Trent Wolfe của The Verge nghĩ rằng "Unconditionally" nằm trong nhóm những bài hát "kiếm lời từ giai điệu bập bùng của đàn 6 dây" thay vì "những nhịp beat và âm điệu". Robert Copsey từ Digital Spy thì tặng bài hát số điểm đánh giá 4 trên 5 sao, và viết rằng Perry có vẻ "nỗ lực" hơn so với những đồng nghiệp của cô.

## Diễn biến xếp hạng
"Unconditionally" vươn lên được vị trí 14 tại bảng xếp hạng Billboard Hot 100. Bài hát cũng lọt vào được top 10 của cả hai bảng xếp hạng Pop Songs và Adult Pop Songs lần lượt tại vị trí thứ 8 và vị trí thứ 7. Điều này mang lại cho Perry bài hát top 10 thứ 13 cho Perry tại Pop Songs. "Unconditionally" dẫn đầu bảng xếp hạng Hot Dance Club Songs, và giúp Perry đạt kỷ lục nghệ sĩ có quán quân liên tục nhất với 12 quán quân. Tại Billboard Adult Contemporary, bài hát leo từ vị trí 28 lên vị trí 20 trong tuần ngày 18 tháng 1. Vào tháng 11 năm 2013, bài hát đã tiêu thụ được 340.000 bản tại Hoa Kỳ. "Unconditionally" là đĩa đơn đầu tiên của Perry không lọt được vào top 10 của Hot 100 từ sau đĩa đơn năm 2009, "Thinking of You" và là đĩa đơn đầu tiên không lọt vào top 3 từ sau đĩa đơn "Waking Up in Vegas" năm 2009. Mặc dù vậy, "Unconditionally" vẫn tiêu thụ được 1 triệu bản chỉ tính riêng tại Hoa Kỳ vào tháng 3 năm 2014 và nhận chứng nhận Bạch kim.
"Unconditionally" cũng đạt được thành công vừa phải tại khu vực Châu Đại Dương. Bài hát xuất lần đầu ở vị trí 11 tại bảng xếp hạng ARIA Charts và đây cũng là vị trí cao nhất của nó. Bài hát nằm ngoài top 10 trong 2 tuần và có tổng cộng 13 tuần nằm trong bảng xếp hạng, đánh dấu nó là đĩa đơn có số tuần trụ hạng thấp nhất từ trước đến nay của Perry tại Úc. Tuy nhiên nó lại được chứng nhận đĩa Vàng bởi Hiệp hội công nghiệp ghi âm Úc (ARIA). Tại New Zealand, bài hát xuất hiện lần đầu ở vị trí 26 và đây là thứ hạng cao nhất của nó. Không thể leo lên cao hơn, bài hát chỉ giữ chân lại bảng xếp hạng được 10 tuần và cũng đánh dấu nó là đĩa đơn có số tuần trụ hạng thấp nhất từ trước đến nay của Perry tại New Zealand.

## Video âm nhạc

### Bối cảnh
Hai ngày sau khi bài hát được ra mắt, một lyric video trắng đen đã được phát hành trên Vevo và Youtube. Video là hình ảnh của nữ diễn viên Janell Shirtcliff và người mẫu đồng tính Erika Linder đang thể hiện tình lãng mạn - vô điều kiện của họ; và video được đạo diễn bởi Aya Tanimura. Joseph Kah đã ca ngợi video và gọi nó là "đơn giản và đầy cảm xúc". Video âm nhạc chính thức cho bài hát được tiến hành ghi hình vào tháng 10 năm 2013 tại London. Video được lấy cảm hứng từ hai bộ phim Dangerous Liaisons và Anna Karenina. Bản xem trước của video được phát hành vào ngày 14 tháng 11 năm 2013. Video âm nhạc chính thức được phát sóng trên MTV vào ngày 16 tháng 11 năm 2013. Ngay ngày sau đó, nó được đăng tải lên Vevo và Youtube. Vào ngày 26 tháng 12 năm 2013, hậu trường thực hiện video được đăng tải lên tài khoản Vevo chính thức của Pery.

### Nội dung
Nội dung video là cảnh các vũ công khiêu vũ và Perry hát trong các khung cảnh tuyết rơi hay trong một cung điện đan xen nhau, cũng như cảnh Perry thả tự do cho một con cú. Trong video có rất nhiều cảnh thể hiện tình yêu vô điều kiện chẳng hạn như hình ảnh người mẹ ẵm một đứa bé sơ sinh hay cảnh ôm hôn của những cặp tình nhân. Phần cao trào của video thể hiện ở cảnh chiếc giường ngủ hoàng gia bốc cháy và cảnh va chạm giữa Perry với chiếc xe ô tô, biến nó thành hàng nghìn mảnh vụn nhỏ; vào phân đoạn cuối thì chiếc xe được hồi phục với hàng ngàn bó hoa được gắn phía trên và Perry thì nằm trên nó (hình ảnh chính thức sử dụng cho bìa đĩa đơn).
Brent Bonacorso, đạo diễn cho video, giải thích về video âm nhạc, anh nói: "Khi cô ấy hát bài hát thì cô ấy hát không hề nhẹ nhàng chút nào. Cô ấy nói tình yêu này như một thế lực của tự nhiên, một cơn bão hoành tráng và là một cơn cuồng phong, và đó là một điều chắc chắn tôi muốn nắm bắt được". Anh thêm rằng anh muốn nắm bắt lấy "những điều bí ẩn và tinh tế của thế giới để sống với ít thời gian cho cuộc sống thường ngày và giành nhiều thời gian hơn cho cảm xúc và những ấn tượng". Về phân cảnh lửa bốc cháy trên người của Perry, Bonacorso nói rằng anh và Perry muốn thể hiện ngọn lửa của tình yêu có thể đốt cháy bạn như ngọn lửa của địa ngục, và giống như ngọn lửa ấy đã có sẵn trong bạn và bạn chỉ cần thể hiện nó ra, và ý tưởng đó đã được sử dụng trong video. Bonacorso cũng mô tả cảnh chiếc xe ô tô vỡ vụn là một trong những hình ảnh quan trọng nhất của video, anh nói rằng nó được lấy cảm hứng rằng tình yêu cũng như đụng trúng phải một chiếc ô tô và rằng "thế giới của bạn bỗng chốc thay đổi và nó đẩy bạn ra khỏi sự buồn chán". Trong video âm nhạc, khi chiếc xe bị phá hủy đằng sau Perry thì đồng thời là sự xuất hiện của hàng nghìn bông hoa. Bonacorso giải thích: "Tai nạn xe hơi là sự đại diện cho sự bất ngờ, gần như tính chất bạo lực của tình yêu khi nó thực sự gắn chặt vào bạn và làm thay đổi thế giới của bạn. Và rồi những bông hoa xuất hiện như là đại diện cho những điều vui vẻ và tuyệt vời nhưng vẫn mang tính chất mạnh mẽ của tình yêu khi nó xuất hiện trong cuộc đời bạn". Trong video, Perry xuất hiện ở hai khung cảnh, một mình ở ngoài cánh đồng tuyết và được bao quanh bởi các vũ công trong phòng khiêu vũ hoàng gia; và đạo diễn giải thích chúng mang nhiều yếu tố tâm lý, rằng "mỗi thế giới đại diện cho một phần khác nhau của tiềm thức".

### Tiếp nhận
Trang A Bit of Pop Music gọi video là "tuyệt đẹp" và mang một thông điệp "ấn tượng" và "xúc động". Trang Neon Limeligh thì gọi đây là một video "nổi bật và rực rỡ" và đồng thời cũng khen ngợi phần thông điệp của nó. Markos Papadatos của Digital Journal mô tả video là một sự quyến rũ và nói rằng "Perry nhìn tuyệt đẹp trong một khung hình tuyệt vời". Trang Papadatos thì gọi video là một trong những video tốt nhất của Perry từ trước đến nay.

## Biểu diễn trực tiếp
Ngày 22 tháng 10 năm 2013, Perry biểu diễn lần đầu "Unconditionally" cùng những bài hát từ album Prism ở iHeartRadio Theater tại Los Angeles, California. Cô cũng biểu diễn bài hát ngay ngày hôm sau tại buổi hoàn nhạc "We Can Survive", trong đó cô đảm nhiệm vai trò dẫn chương trình cùng với Bonnie McKee, Kacey Musgraves, Sara Bareilles, Ellie Goulding, và bộ đôi Tegan và Sara. Perry biểu diễn "Unconditionally" cùng "Roar" tại chương trình The X-Factor Úc vào ngày 28 tháng 10 năm 2013, và cô cũng trình diễn trực tiếp tại chương trình buổi sáng Sunrise vào ngày kế tiếp. Vào ngày 10 tháng 11 năm 2013, Perry biểu diễn "Unconditionally" tại lễ trao giải MTV Europe Music Awards 2013. Cô cũng biểu diễn bài hát như phần mở đầu lễ trao giải American Music Awards 2013 vào ngày 24 tháng 11 năm 2013, với tạo hình của một geisha. Màn biểu diễn nhận được tranh cãi và cáo buộc chiếm đoạt văn hóa và việc phân biệt chủng tộc từ những người Mỹ gốc Á và các phương tiện truyền thông từ Wall Street Journal đến Psychology Today. Johnny Wujek, nhà tạo mẫu cho Perry giải thích trong một cuộc phỏng vấn rằng cả anh và Perry đều yêu Nhật Bản. Wujek cũng mô tả quá trình anh tìm kiếm bộ kimono đích thực và sau đó cắt chúng theo cảm hứng riêng của mình. Lady Gaga đã lên tiếng bảo vệ cho Perry, cô nói: "Tôi nghĩ mọi người nói chung đã quá nhạy cảm và họ nên để cô ấy yên". Ngày 5 tháng 12 năm 2013, Perry biểu diễn bài hát tại chương trình The X-Factor Ý. Ngày 13 tháng 12 năm 2012, cô biểu diễn bài hát tại chương trình The Voice Đức cùng 4 thí sinh khác. Ngày 14 tháng 12 năm 2013, Perry biểu diễn "Unconditionally" tại lễ trao giải NRJ Music Awards 2014. Cô cũng biểu diễn bài hát trong đêm chung kết chương trình The X-Factor Anh mùa thứ 10 vào ngày 15 tháng 12 năm 2013. Perry biểu diễn bản rút gọn của bài hát vào ngày 20 tháng 12 năm 2013 tại 2 show truyền hình là The Ellen Degeneres Show và Alan Carr. Chatty Man.

## Danh sách bài hát
- CD[58]

1. "Unconditionally" – 3:48
2. "Unconditionally" (Instrumental) – 3:48

## Bảng xếp hạng và chứng nhận doanh số
| Bảng xếp hạng (2013-2014)                       | Vị trí cao nhất |
| ----------------------------------------------- | --------------- |
| Úc (ARIA)                                       | 11              |
| Áo (Ö3 Austria Top 40)                          | 16              |
| Bỉ (Ultratop 50 Flanders)                       | 49              |
| Bỉ (Ultratop 50 Wallonia)                       | 26              |
| Bulgary (IFPI)                                  | 5               |
| Brazil (Billboard Brasil Hot 100)               | 53              |
| Brazil Hot Pop Songs                            | 20              |
| Canada (Canadian Hot 100)                       | 13              |
| Croatia (Croatian Airplay Radio Chart)          | 16              |
| Cộng hòa Séc (Rádio Top 100)                    | 7               |
| Pháp (SNEP)                                     | 38              |
| Trường songid là BẮT BUỘC CHO BẢNG XẾP HẠNG ĐỨC | 22              |
| Hungary (Rádiós Top 40)                         | 9               |
| Ireland (IRMA)                                  | 27              |
| Ý (FIMI)                                        | 6               |
| Lebanon (The Official Lebanese Top 20)          | 6               |
| Mexico Anglo Chart (Monitor Latino)             | 17              |
| Hà Lan (Dutch Top 40)                           | 32              |
| New Zealand (Recorded Music NZ)                 | 26              |
| Ba Lan (Polish Airplay Top 100)                 | 17              |
| Scotland (OCC)                                  | 24              |
| Slovakia (Rádio Top 100)                        | 11              |
| Nam Phi (EMA)                                   | 8               |
| Tây Ban Nha (PROMUSICAE)                        | 40              |
| Thụy Điển (Sverigetopplistan)                   | 48              |
| Thụy Sĩ (Schweizer Hitparade)                   | 27              |
| Anh Quốc (OCC)                                  | 25              |
| Hoa Kỳ Billboard Hot 100                        | 14              |
| Hoa Kỳ Pop Airplay (Billboard)                  | 8               |
| Hoa Kỳ Dance Club Songs (Billboard)             | 1               |
| Hoa Kỳ Adult Pop Airplay (Billboard)            | 7               |
| Hoa Kỳ Adult Contemporary (Billboard)           | 16              |
| Venezuela Pop Rock (Record Report)              | 13              |

| Quốc gia                                                                           | Chứng nhận | Số đơn vị/doanh số chứng nhận |
| ---------------------------------------------------------------------------------- | ---------- | ----------------------------- |
| Úc (ARIA)                                                                          | Bạch kim   | 70.000^                       |
| Đan Mạch (IFPI Đan Mạch)                                                           | Vàng       | 15.000^                       |
| Ý (FIMI)                                                                           | Vàng       | 15.000‡                       |
| Hoa Kỳ (RIAA)                                                                      | Bạch kim   | 1,000,000                     |
| * Chứng nhận dựa theo doanh số tiêu thụ. ^ Chứng nhận dựa theo doanh số nhập hàng. |            |                               |